# Ильинский, Александр Иванович (врач)
Алекса́ндр Ива́нович Ильи́нский — русский врач.
Казанский университет окончил в 1853. До выхода в отставку в 1883 служил врачом в военных госпиталях. Доктором медицины признан Санкт-Петербургской медико-хирургической Академией в 1856 за диссертацию: «De nicotino respectu toxicologico forense» (СПб.).
В 1859 редактировал медицинский журнал «Гигея», основанный на началах естественных наук и нравственной философии, в котором опубликовал статьи:
- «Гигиена и макробиотика»,
- «Условия долгой жизни»,
- «Влияние табака на здоровье»,
- «Значение естествознания в воспитании детей»
- и много др.

Другие его работы:
- переводы с французского:
  - «Диагностику» Ракля (1860),
  - «Болезни, прославленные неизлечимыми» Массе (1860),
- перевод с немецкого:
  - «Руководство к оперативной хирургии и хирургической анатомии» Бернара и Гюста (1861),
- опубликовал
  - «Руководство к изучению фармакологии» (1860—1861, 2-е изд. 1865),
  - «Пять популярных медицинских лекций» (1864),
  - «Офтальмология» (1866),
  - «Опыт наставления солдата к сбережению здоровья» (1871)
- и др.
- В «Русской Старине» (1894) были помещены его интересные «Воспоминания о пережитом. За полстолетия. 1841—1892 гг.».